# Carlo Cremonesi

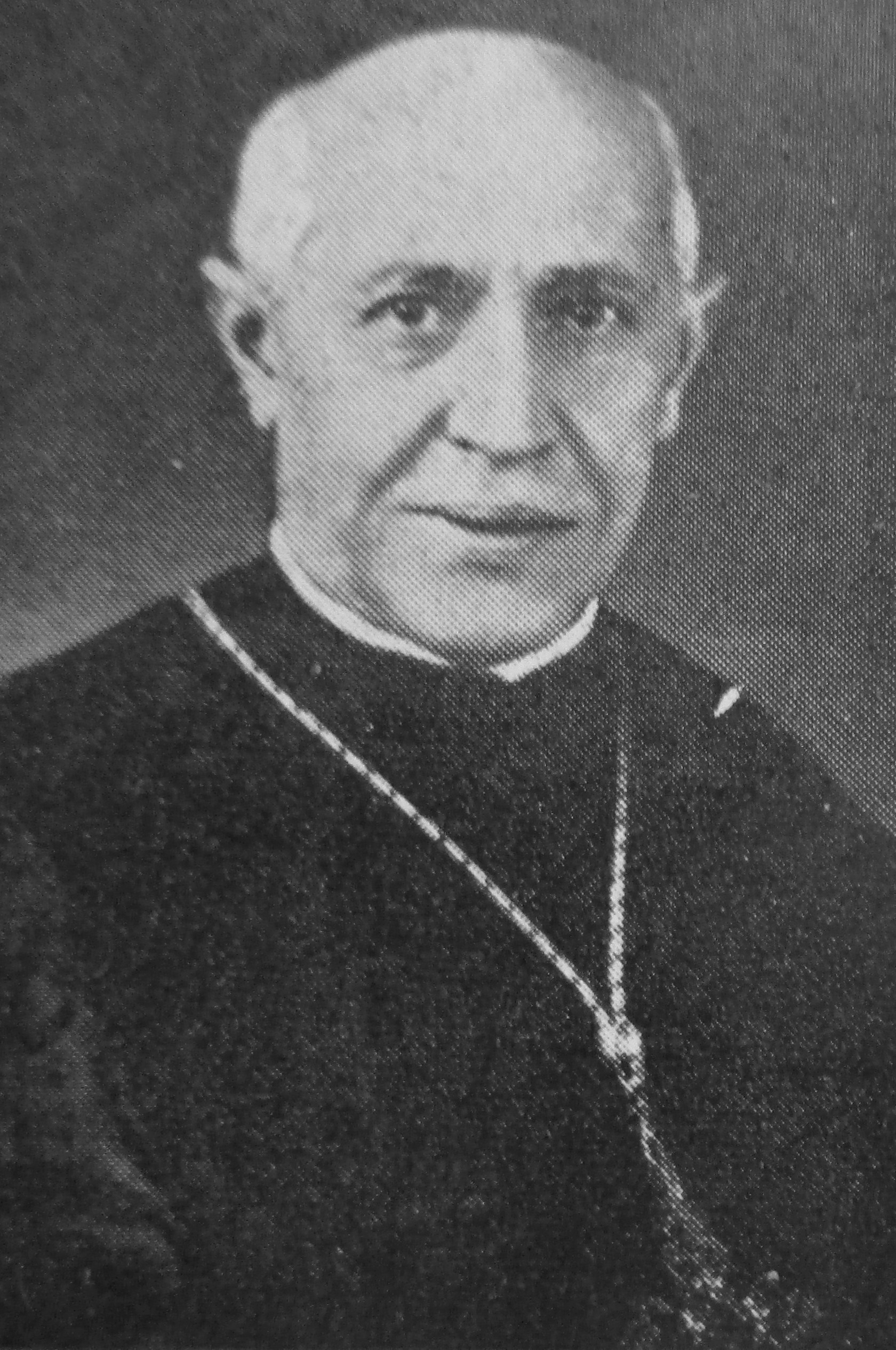
Carlo Kardinal Cremonesi (1939)

Carlo Kardinal Cremonesi  (* 4. November 1866 in Rom; † 25. November 1943 in der Vatikanstadt) war ein italienischer Geistlicher und Kurienkardinal der römisch-katholischen Kirche.

## Leben
Carlo Cremonesi erhielt seine theologische und philosophische Ausbildung im Päpstlichen Römischen Priesterseminar von Rom. Er empfing im Jahre 1890 das Sakrament der Priesterweihe und arbeitete anschließend als Dozent in der Priesterausbildung. Von 1909 bis 1921 wirkte er als Sekretär der Päpstlichen Kommission für die religiöse Arbeit, ab 1914 gehörte er zum Mitarbeiterstab des Apostolischen Kämmerers.
Papst Benedikt XV. ernannte ihn am 29. Dezember 1921 zum Päpstlichen Almosenier sowie zum Titularerzbischof von Nicomedia und spendete ihm am 8. Januar 1922 in der Sixtinischen Kapelle die Bischofsweihe; Mitkonsekratoren waren Giovanni Nasalli Rocca di Corneliano, Erzbischof von Bologna, und Bischof Agostino Zampini, Sakristan Seiner Heiligkeit.
Papst Pius XI. bestimmte Carlo Cremonesi neben seinen Aufgaben an der Kurie im Jahre 1926 zudem zum Prälaten der neuerrichteten Territorialprälatur Beatissima Vergine Maria del Santissimo Rosario, die er bis 1928 leitete. Am 16. Dezember 1935 nahm er ihn als Kardinalpriester mit der Titelkirche San Lorenzo in Lucina in das Kardinalskollegium auf und nahm gleichzeitig seinen Rücktritt vom Amt des Päpstlichen Almoseniers an. Carlo Cremonesi nahm am Konklave des Jahres 1939 teil.
Er starb am 25. November 1943 im Vatikan an den Folgen eines Herzinfarktes und wurde in der römischen Basilika San Lorenzo in Lucina beigesetzt.